# Gustaaf Willem Jacobus van der Feltz
Gustaaf Willem Jacobus baron van der Feltz (Deventer, 24 juli 1904 - Deventer, 9 april 1989) was een Nederlandse burgemeester.
Van der Feltz werd geboren in Deventer, waar zijn vader Albertus Constant van der Feltz (1871-1952) advocaat was. In 1907 verhuisde het gezin naar Voorst, toen vader Van der Feltz burgemeester werd. Van der Feltz studeerde rechten en werd in 1934 burgemeester in Zuidlaren. Een aantal jaren later volgde hij zijn vader op in Voorst. Hij was daarnaast dijkgraaf van het polderdistrict Veluwe (1953-1975) en reserve 1e luitenant cavalerie. Mr. van der Feltz werd benoemd tot Officier in de Orde van Oranje-Nassau. 
In 1938 kocht hij landhuis Holthuis in Twello. 